# Авраам Крескес
Авраа́м Кре́скес (кат. Cresques Abraham [ˈkɾeskəs əβɾəˈam]; 1325, Пальма — 1387), настоящее имя Крескес (сын) Авраама — еврейский картограф, подданный Арагонской короны. Вместе со своим сыном Иехудой Крескесом создал знаменитый Каталанский атлас в 1375 году.

## Личная жизнь
Крескес был марокканским евреем из города Пальма де Мальорка, входившего в королевство Арагон. Он умел рисовать карты, изготавливать компасы, и был членом Картографической школы на Майорке.
Его настоящее имя Элиша (другие звали Крескесом), сын Рабби Авраама, сына Рабби Бенависте, сына Рабби Элиши. Ему дали имя Элиша, когда он достиг совершеннолетия, но он был известен как Авраам Крескес (Крескес — это его имя от рождения, Элиша — религиозное, Авраам — его отчество), но в более поздних книгах часто переставляется порядок его имён. Его сын, Иегуда Крескес, также был картографом.

## Каталанский атлас
В 1375 г. Крескес и его сын Иехуда получили распоряжение от Принца Хуана I Арагонского (будущий Король Хуан I Арагонский) сделать набор чертежей, которые не были бы похожи на обычные портуланы тех времен, чтобы они охватывали «восток и запад и все, что идёт от Гибралтара до запада». За сделанную работу Крескесу и Иехуде должны были заплатить 150 арагонских золотых флоринов и 60 майорканских фунтов, соответственно, как было указано в документах самого Принца и его отца, датированных 14-м веком Педро IV, Королём Арагонским. Принц Хуан намеревался подарить карту своему кузену (который позднее стал Карл VI, Король Франции). В этом же 1375 году Крескес и Иехуда нарисовали шесть чертежей, которые составляли Каталонский атлас.

## Работы, приписанные Крескесу
Каталанский атлас 1375 года — единственная карта, которая точно принадлежала Крескесу Аврааму. Но исследователи предполагают, что пять других существующих карт могли бы также быть приписаны Крескесу, Иехуде, а может, и другим каким-то рабочим в мастерской Крескеса. Как и Каталанский атлас, так и остальные пять (четыре портулана и фрагмент mappa mundi) не подписаны и не датированы, дату их создания определяют где-то между 1375 и 1400 гг.
- «Каталанский атлас», 1375 г., 6 листов пергамента, карта от Атлантического океана до Китая, хранится (MS Esp 30) в Национальной библиотеке Франции в Париже.
- «Карта Венеции», 1375—1400 гг., портулан (без Северной Европы), хранится (It.IV,1912) в Библиотека Марчиана, Венеция, Италия
- «Карта Флоренции», 1375—1400 гг., портулан (только запад Средиземноморья), хранится (Port.22) в Национальной центральной библиотеке, Флоренция, Италия
- «Карта Неаполя», 1375—1400 гг., портулан, хранится (ms.XII.D102) в Национальной Библиотеке Виктора-Эммануила III в Неаполе, Италия
- «Стамбульская карта», 1375—1400 гг., фрагмент mappa mundi, хранится (1828) в Топкапи в Стамбуле, Турция
- «Парижская карта», 1400 г., портулан, хранится (AA751) в Национальной библиотеке Франции в Париже.

Согласно Кэмпбеллу, четыре портулана принадлежали подмастерью Крескеса. Неапольские и парижские чертежи больше украшены, чем два других, как и парижская карта в частности (1400 г.), но они выглядят более похожими на Каталанский Атлас (1375 г.). Однако приписывание авторства Крекесу — это только предположение. Как заметил Кэмпбелл: «Эти чертежи схожи друг с другом, это очевидно. Но трудно что-то сказать только после анализа цвета, наверняка, что эти четыре карты были сделаны в одной мастерской».

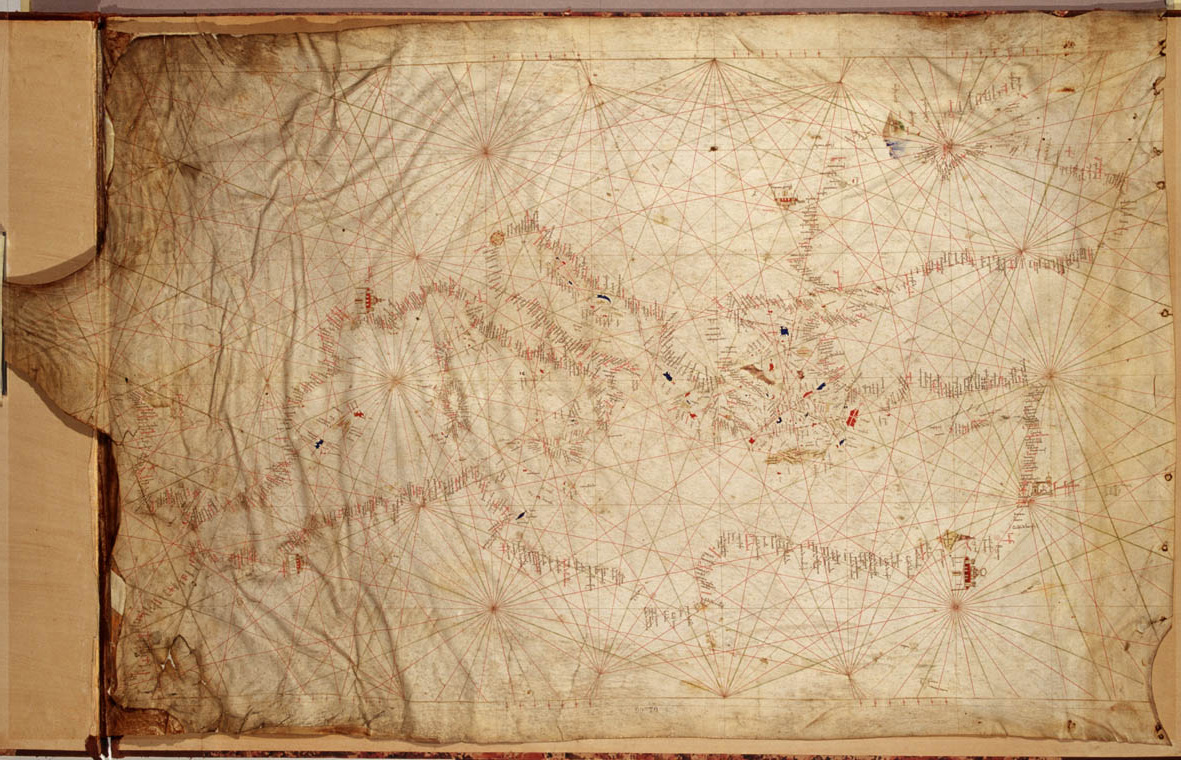
«Венецианская карта» (It.IV,1912), Библиотека Марчиана, Венеция.
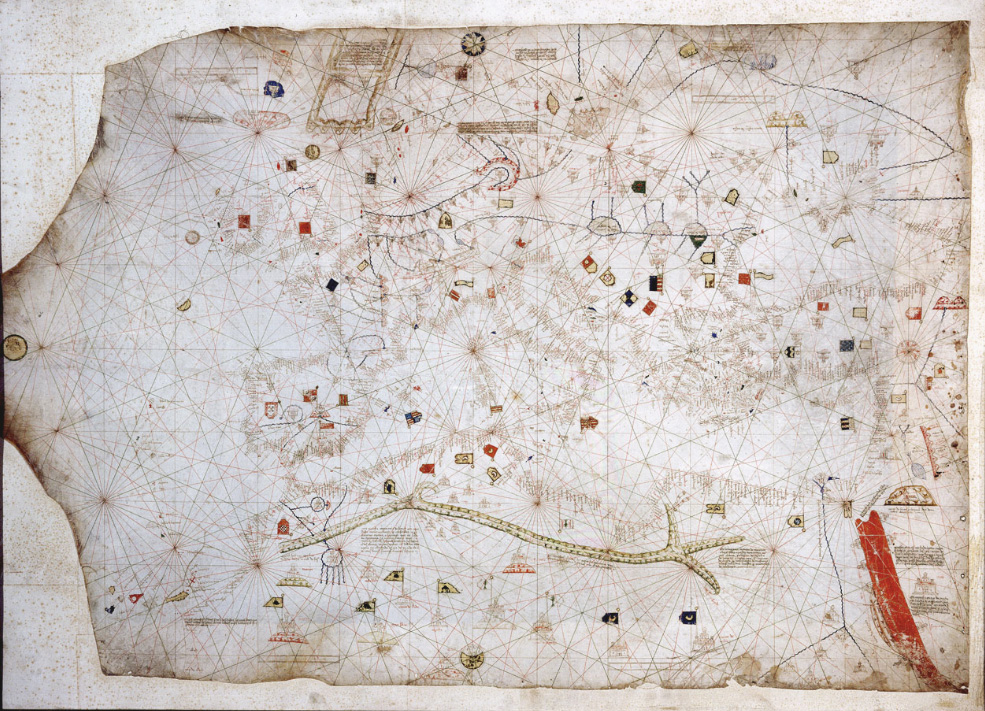
«Неапольская карта» (XII.D102), Национальная Библиотека Виктора-Эммануила III, Неаполь.
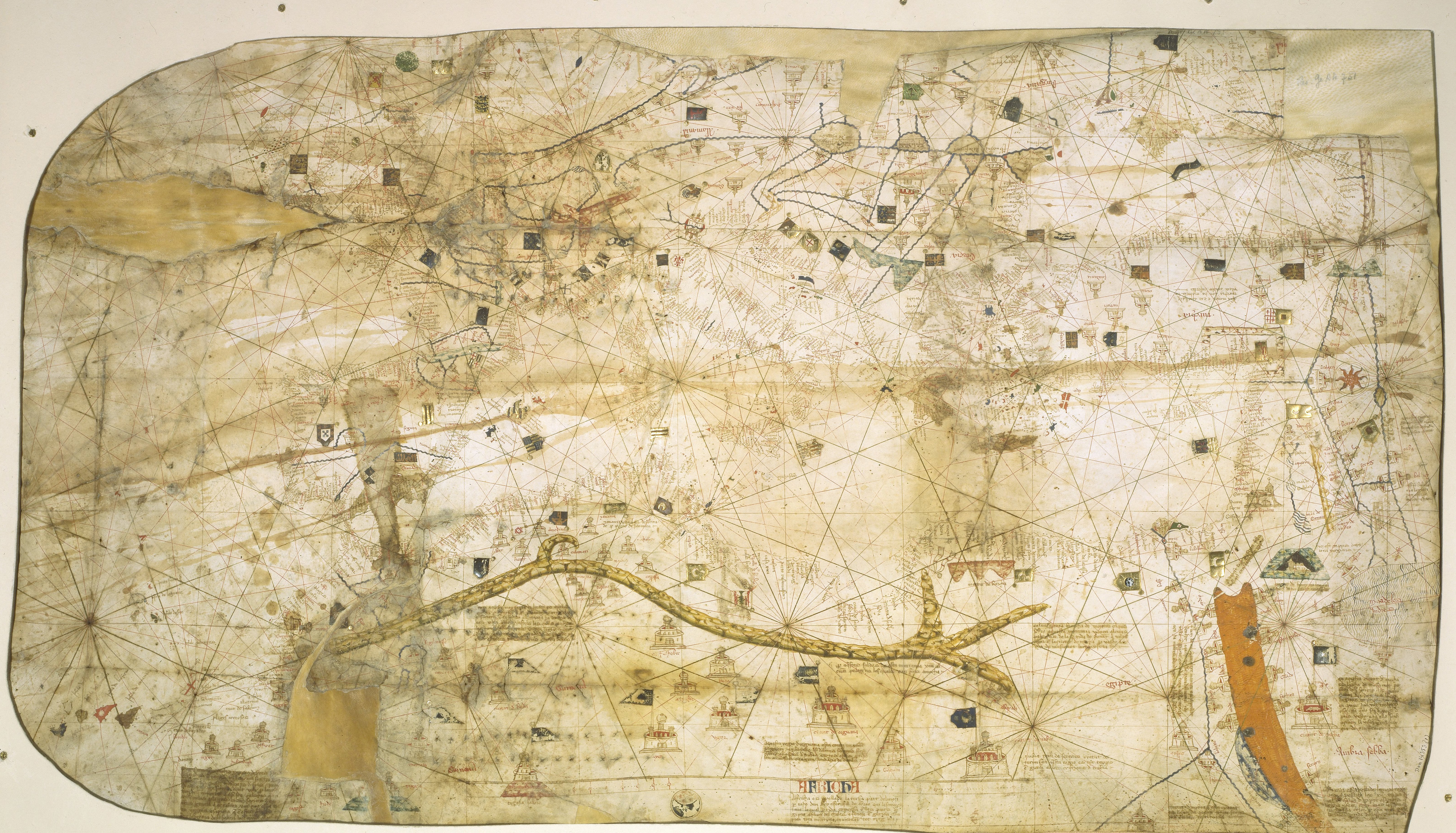
«Парижская карта» (AA751), Национальная библиотека Франции, Париж.